# Seznam měsíců
Toto je seznam známých měsíců planet a trpasličích planet ve Sluneční soustavě. 
Poznámky:
- Nově objevené objekty mají prozatímní označení, dokud jim Mezinárodní astronomická unie nepřiřadí oficiální jméno.
- Nejsou uvedeny kvazisatelity ani koorbitální objekty, jako například 2002 AA29 nebo 2003 YN107.
- Planety podobné Zemi Merkur a Venuše ani trpasličí planeta Ceres nemají přirozené satelity.

## Přehled podle planet
| Počet měsíců (297) | < 10 km | 10–30 km | 31–100 km | 101–300 km | 301–1000 km | 1001–2000 km | > 2000 km |
| Počet měsíců (297) | 200     | 25       | 35        | 14         | 7           | 9            | 7         |

|      | Planety | Planety | Planety       | Planety     | Planety    | Planety    | Trpasličí planety | Trpasličí planety | Trpasličí planety | Trpasličí planety |
| Č.   | Země    | Mars    | Jupiter       | Saturn      | Uran       | Neptun     | Pluto             | Haumea            | Makemake          | Eris              |
| ---- | ------- | ------- | ------------- | ----------- | ---------- | ---------- | ----------------- | ----------------- | ----------------- | ----------------- |
| 1.   | Měsíc   | Phobos  | Metis         | S/2009 S 1  | Cordelia   | Naiad      | Charon            | Namaka            | S/2015 (136472) 1 | Dysnomia          |
| 2.   |         | Deimos  | Adrastea      | Pan         | Ophelia    | Thalassa   | Styx              | Hiʻiaka           |                   |                   |
| 3.   |         |         | Amalthea      | Daphnis     | Bianca     | Despina    | Nix               |                   |                   |                   |
| 4.   |         |         | Thebe         | Atlas       | Cressida   | Galatea    | Kerberos          |                   |                   |                   |
| 5.   |         |         | Io            | Prometheus  | Desdemona  | Larissa    | Hydra             |                   |                   |                   |
| 6.   |         |         | Europa        | Pandora     | Juliet     | Hippocamp  |                   |                   |                   |                   |
| 7.   |         |         | Ganymedes     | Epimetheus  | Portia     | Proteus    |                   |                   |                   |                   |
| 8.   |         |         | Callisto      | Janus       | Rosalind   | Triton     |                   |                   |                   |                   |
| 9.   |         |         | Themisto      | Aegaeon     | Cupid      | Nereid     |                   |                   |                   |                   |
| 10.  |         |         | Leda          | Mimas       | Belinda    | Halimede   |                   |                   |                   |                   |
| 11.  |         |         | Ersa          | Methone     | Perdita    | Sao        |                   |                   |                   |                   |
| 12.  |         |         | S/2018 J 2    | Anthe       | Puck       | S/2002 N 5 |                   |                   |                   |                   |
| 13.  |         |         | Himalia       | Pallene     | Mab        | Laomedeia  |                   |                   |                   |                   |
| 14.  |         |         | Pandia        | Enceladus   | Miranda    | Psamathe   |                   |                   |                   |                   |
| 15.  |         |         | Lysithea      | Tethys      | Ariel      | Neso       |                   |                   |                   |                   |
| 16.  |         |         | Elara         | Telesto     | Umbriel    |            |                   |                   |                   |                   |
| 17.  |         |         | S/2011 J 3    | Calypso     | Titania    |            |                   |                   |                   |                   |
| 18.  |         |         | Dia           | Dione       | Oberon     |            |                   |                   |                   |                   |
| 19.  |         |         | S/2018 J 4    | Helene      | Francisco  |            |                   |                   |                   |                   |
| 20.  |         |         | Carpo         | Polydeuces  | Caliban    |            |                   |                   |                   |                   |
| 21.  |         |         | Valetudo      | Rhea        | S/2023 U 1 |            |                   |                   |                   |                   |
| 22.  |         |         | Euporie       | Titan       | Stephano   |            |                   |                   |                   |                   |
| 23.  |         |         | S/2003 J 18   | Hyperion    | Trinculo   |            |                   |                   |                   |                   |
| 24.  |         |         | Eupheme       | Iapetus     | Sycorax    |            |                   |                   |                   |                   |
| 25.  |         |         | S/2021 J 3    | Kiviuq      | Margaret   |            |                   |                   |                   |                   |
| 26.  |         |         | S/2010 J 2    | Ijiraq      | Prospero   |            |                   |                   |                   |                   |
| 27.  |         |         | S/2016 J 1    | S/2019 S 1  | Setebos    |            |                   |                   |                   |                   |
| 28.  |         |         | Mneme         | S/2005 S 4  | Ferdinand  |            |                   |                   |                   |                   |
| 29.  |         |         | Euanthe       | S/2020 S 1  |            |            |                   |                   |                   |                   |
| 30.  |         |         | S/2003 J 16   | Phoebe      |            |            |                   |                   |                   |                   |
| 31.  |         |         | Harpalyke     | S/2006 S 20 |            |            |                   |                   |                   |                   |
| 32.  |         |         | Orthosie      | S/2006 S 9  |            |            |                   |                   |                   |                   |
| 33.  |         |         | Helike        | Paaliaq     |            |            |                   |                   |                   |                   |
| 34.  |         |         | S/2021 J 2    | Skathi      |            |            |                   |                   |                   |                   |
| 35.  |         |         | Praxidike     | S/2007 S 7  |            |            |                   |                   |                   |                   |
| 36.  |         |         | S/2017 J 3    | S/2004 S 37 |            |            |                   |                   |                   |                   |
| 37.  |         |         | S/2021 J 1    | S/2007 S 5  |            |            |                   |                   |                   |                   |
| 38.  |         |         | S/2003 J 12   | S/2004 S 47 |            |            |                   |                   |                   |                   |
| 39.  |         |         | S/2017 J 7    | S/2004 S 40 |            |            |                   |                   |                   |                   |
| 40.  |         |         | S/2022 J 3    | Albiorix    |            |            |                   |                   |                   |                   |
| 41.  |         |         | Thelxinoe     | S/2007 S 2  |            |            |                   |                   |                   |                   |
| 42.  |         |         | Thyone        | S/2019 S 2  |            |            |                   |                   |                   |                   |
| 43.  |         |         | S/2003 J 2    | S/2004 S 29 |            |            |                   |                   |                   |                   |
| 44.  |         |         | Ananke        | S/2007 S 8  |            |            |                   |                   |                   |                   |
| 45.  |         |         | Iocaste       | Bebhionn    |            |            |                   |                   |                   |                   |
| 46.  |         |         | Hermippe      | S/2019 S 3  |            |            |                   |                   |                   |                   |
| 47.  |         |         | S/2017 J 9    | S/2020 S 7  |            |            |                   |                   |                   |                   |
| 48.  |         |         | S/2022 J 1    | Erriapus    |            |            |                   |                   |                   |                   |
| 49.  |         |         | S/2022 J 2    | Siarnaq     |            |            |                   |                   |                   |                   |
| 50.  |         |         | Philophrosyne | S/2004 S 31 |            |            |                   |                   |                   |                   |
| 51.  |         |         | S/2016 J 3    | Skoll       |            |            |                   |                   |                   |                   |
| 52.  |         |         | Pasithee      | Tarqeq      |            |            |                   |                   |                   |                   |
| 53.  |         |         | S/2017 J 8    | S/2004 S 41 |            |            |                   |                   |                   |                   |
| 54.  |         |         | S/2021 J 6    | S/2020 S 3  |            |            |                   |                   |                   |                   |
| 55.  |         |         | S/2003 J 24   | S/2019 S 4  |            |            |                   |                   |                   |                   |
| 56.  |         |         | Eurydome      | Tarvos      |            |            |                   |                   |                   |                   |
| 57.  |         |         | S/2011 J 2    | S/2019 S 14 |            |            |                   |                   |                   |                   |
| 58.  |         |         | S/2003 J 4    | S/2020 S 2  |            |            |                   |                   |                   |                   |
| 59.  |         |         | Chaldene      | Greip       |            |            |                   |                   |                   |                   |
| 60.  |         |         | S/2017 J 2    | S/2020 S 4  |            |            |                   |                   |                   |                   |
| 61.  |         |         | Isonoe        | S/2004 S 42 |            |            |                   |                   |                   |                   |
| 62.  |         |         | S/2021 J 4    | S/2020 S 5  |            |            |                   |                   |                   |                   |
| 63.  |         |         | Kallichore    | Hyrrokkin   |            |            |                   |                   |                   |                   |
| 64.  |         |         | Erinome       | S/2004 S 13 |            |            |                   |                   |                   |                   |
| 65.  |         |         | Kale          | S/2007 S 6  |            |            |                   |                   |                   |                   |
| 66.  |         |         | Eirene        | Jarnsaxa    |            |            |                   |                   |                   |                   |
| 67.  |         |         | Aitne         | S/2004 S 17 |            |            |                   |                   |                   |                   |
| 68.  |         |         | Eukelade      | Mundilfari  |            |            |                   |                   |                   |                   |
| 69.  |         |         | Arche         | S/2006 S 10 |            |            |                   |                   |                   |                   |
| 70.  |         |         | Taygete       | S/2004 S 43 |            |            |                   |                   |                   |                   |
| 71.  |         |         | S/2016 J 4    | S/2019 S 5  |            |            |                   |                   |                   |                   |
| 72.  |         |         | S/2011 J 1    | S/2006 S 1  |            |            |                   |                   |                   |                   |
| 73.  |         |         | Carme         | Narvi       |            |            |                   |                   |                   |                   |
| 74.  |         |         | Herse         | Bergelmir   |            |            |                   |                   |                   |                   |
| 75.  |         |         | S/2003 J 19   | Gridr       |            |            |                   |                   |                   |                   |
| 76.  |         |         | S/2010 J 1    | Suttungr    |            |            |                   |                   |                   |                   |
| 77.  |         |         | S/2003 J 9    | S/2004 S 44 |            |            |                   |                   |                   |                   |
| 78.  |         |         | S/2017 J 5    | S/2006 S 11 |            |            |                   |                   |                   |                   |
| 79.  |         |         | S/2017 J 6    | S/2004 S 7  |            |            |                   |                   |                   |                   |
| 80.  |         |         | Kalyke        | S/2006 S 12 |            |            |                   |                   |                   |                   |
| 81.  |         |         | Hegemone      | Hati        |            |            |                   |                   |                   |                   |
| 82.  |         |         | S/2018 J 3    | S/2004 S 12 |            |            |                   |                   |                   |                   |
| 83.  |         |         | S/2021 J 5    | Eggther     |            |            |                   |                   |                   |                   |
| 84.  |         |         | Pasiphae      | S/2019 S 6  |            |            |                   |                   |                   |                   |
| 85.  |         |         | Sponde        | S/2004 S 45 |            |            |                   |                   |                   |                   |
| 86.  |         |         | S/2003 J 10   | S/2006 S 13 |            |            |                   |                   |                   |                   |
| 87.  |         |         | Megaclite     | Bestla      |            |            |                   |                   |                   |                   |
| 88.  |         |         | Cyllene       | S/2004 S 46 |            |            |                   |                   |                   |                   |
| 89.  |         |         | S/2017 J 1    | S/2019 S 8  |            |            |                   |                   |                   |                   |
| 90.  |         |         | Aoede         | Farbauti    |            |            |                   |                   |                   |                   |
| 91.  |         |         | Autonoe       | Thrymr      |            |            |                   |                   |                   |                   |
| 92.  |         |         | Callirrhoe    | S/2019 S 7  |            |            |                   |                   |                   |                   |
| 93.  |         |         | S/2003 J 23   | S/2007 S 3  |            |            |                   |                   |                   |                   |
| 94.  |         |         | Sinope        | S/2019 S 11 |            |            |                   |                   |                   |                   |
| 95.  |         |         | Kore          | S/2007 S 9  |            |            |                   |                   |                   |                   |
| 96.  |         |         | S/2019 S 9    |             |            |            |                   |                   |                   |                   |
| 97.  |         |         | Angrboda      |             |            |            |                   |                   |                   |                   |
| 98.  |         |         | Aegir         |             |            |            |                   |                   |                   |                   |
| 99.  |         |         | Beli          |             |            |            |                   |                   |                   |                   |
| 100. |         |         | S/2019 S 10   |             |            |            |                   |                   |                   |                   |
| 101. |         |         | S/2019 S 12   |             |            |            |                   |                   |                   |                   |
| 102. |         |         | S/2019 S 13   |             |            |            |                   |                   |                   |                   |
| 103. |         |         | S/2005 S 5    |             |            |            |                   |                   |                   |                   |
| 104. |         |         | S/2006 S 3    |             |            |            |                   |                   |                   |                   |
| 105. |         |         | S/2020 S 6    |             |            |            |                   |                   |                   |                   |
| 106. |         |         | Skrymir       |             |            |            |                   |                   |                   |                   |
| 107. |         |         | Gerd          |             |            |            |                   |                   |                   |                   |
| 108. |         |         | S/2006 S 14   |             |            |            |                   |                   |                   |                   |
| 109. |         |         | Gunnlod       |             |            |            |                   |                   |                   |                   |
| 110. |         |         | S/2019 S 15   |             |            |            |                   |                   |                   |                   |
| 111. |         |         | S/2006 S 15   |             |            |            |                   |                   |                   |                   |
| 112. |         |         | S/2020 S 8    |             |            |            |                   |                   |                   |                   |
| 113. |         |         | Geirrod       |             |            |            |                   |                   |                   |                   |
| 114. |         |         | S/2006 S 16   |             |            |            |                   |                   |                   |                   |
| 115. |         |         | S/2004 S 50   |             |            |            |                   |                   |                   |                   |
| 116. |         |         | S/2004 S 28   |             |            |            |                   |                   |                   |                   |
| 117. |         |         | S/2004 S 48   |             |            |            |                   |                   |                   |                   |
| 118. |         |         | Alvaldi       |             |            |            |                   |                   |                   |                   |
| 119. |         |         | Kari          |             |            |            |                   |                   |                   |                   |
| 120. |         |         | Fenrir        |             |            |            |                   |                   |                   |                   |
| 121. |         |         | S/2006 S 17   |             |            |            |                   |                   |                   |                   |
| 122. |         |         | Surtur        |             |            |            |                   |                   |                   |                   |
| 123. |         |         | S/2004 S 49   |             |            |            |                   |                   |                   |                   |
| 124. |         |         | Ymir          |             |            |            |                   |                   |                   |                   |
| 125. |         |         | Loge          |             |            |            |                   |                   |                   |                   |
| 126. |         |         | S/2004 S 21   |             |            |            |                   |                   |                   |                   |
| 127. |         |         | S/2004 S 24   |             |            |            |                   |                   |                   |                   |
| 128. |         |         | S/2004 S 36   |             |            |            |                   |                   |                   |                   |
| 129. |         |         | S/2019 S 17   |             |            |            |                   |                   |                   |                   |
| 130. |         |         | S/2006 S 18   |             |            |            |                   |                   |                   |                   |
| 131. |         |         | S/2006 S 19   |             |            |            |                   |                   |                   |                   |
| 132. |         |         | S/2019 S 19   |             |            |            |                   |                   |                   |                   |
| 133. |         |         | S/2019 S 20   |             |            |            |                   |                   |                   |                   |
| 134. |         |         | S/2019 S 18   |             |            |            |                   |                   |                   |                   |
| 135. |         |         | S/2004 S 39   |             |            |            |                   |                   |                   |                   |
| 136. |         |         | S/2019 S 16   |             |            |            |                   |                   |                   |                   |
| 137. |         |         | S/2004 S 53   |             |            |            |                   |                   |                   |                   |
| 138. |         |         | Thiazzi       |             |            |            |                   |                   |                   |                   |
| 139. |         |         | S/2004 S 34   |             |            |            |                   |                   |                   |                   |
| 140. |         |         | S/2020 S 10   |             |            |            |                   |                   |                   |                   |
| 141. |         |         | Fornjot       |             |            |            |                   |                   |                   |                   |
| 142. |         |         | S/2004 S 51   |             |            |            |                   |                   |                   |                   |
| 143. |         |         | S/2020 S 9    |             |            |            |                   |                   |                   |                   |
| 144. |         |         | S/2019 S 21   |             |            |            |                   |                   |                   |                   |
| 145. |         |         | S/2004 S 52   |             |            |            |                   |                   |                   |                   |
| 146. |         |         | S/2004 S 26   |             |            |            |                   |                   |                   |                   |

## Měsíce planet

### Země
- Měsíc
- Jediný přirozený satelit Země.
- Průměr: 3 474 km
- Vzdálenost: ~384 400 km

### Mars
| Jméno  | Průměr (km) | Vzdálenost od Marsu (km) | Orbita (doba oběhu) |
| ------ | ----------- | ------------------------ | ------------------- |
| Phobos | 22,4        | 9 378                    | 7 h 39 min          |
| Deimos | 12,4        | 23 460                   | 30 h 18 min         |

### Jupiter

#### Vnitřní měsíce
| Jméno    | Průměr (km) | Vzdálenost od Jupiteru (km) | Orbita (doba oběhu) | Poznámky                         |
| -------- | ----------- | --------------------------- | ------------------- | -------------------------------- |
| Metis    | 60          | 128 000                     | 7 h 4 min           | Nejvnitřnější měsíc              |
| Adrastea | 20          | 129 000                     | 7 h 9 min           | Leží uvnitř prstenců             |
| Amalthea | 250         | 181 300                     | 11 h 57 min         | Červený měsíc, nepravidelný tvar |
| Thebe    | 100         | 222 000                     | 16 h 11 min         | Poslední z vnitřních měsíců      |

#### Galileovy měsíce
| Jméno     | Průměr (km) | Vzdálenost od Jupiteru (km) | Orbita (doba oběhu) | Poznámky                                |
| --------- | ----------- | --------------------------- | ------------------- | --------------------------------------- |
| Io        | 3 643       | 421 800                     | 1 d 18 h 28 min     | Vulkanicky aktivní                      |
| Europa    | 3 121       | 670 900                     | 3 d 13 h 14 min     | Ledový povrch, možný podpovrchový oceán |
| Ganymedes | 5 268       | 1 070 400                   | 7 d 3 h 42 min      | Největší měsíc ve Sluneční soustavě     |
| Callisto  | 4 820       | 1 882 700                   | 16 d 16 h 32 min    | Silně kráterovaný povrch                |

#### Nepravidelné měsíce

##### Skupina Himalia
| Jméno    | Průměr (km) | Vzdálenost od Jupiteru (km) | Orbita (doba oběhu) | Poznámky                         |
| -------- | ----------- | --------------------------- | ------------------- | -------------------------------- |
| Himalia  | 170         | 11 460 000                  | 250 d               | Největší z nepravidelných měsíců |
| Elara    | 80          | 11 740 000                  | 259 d               | Člen skupiny Himalia             |
| Lysithea | 36          | 11 720 000                  | 259 d               | Člen skupiny Himalia             |
| Leda     | 20          | 11 160 000                  | 241 d               | Nejmenší z této skupiny          |

##### Skupina Ananke
| Jméno     | Průměr (km) | Vzdálenost od Jupiteru (km) | Orbita (doba oběhu) | Poznámky          |
| --------- | ----------- | --------------------------- | ------------------- | ----------------- |
| Ananke    | 28          | 21 200 000                  | 629 d               | Retrográdní orbit |
| Praxidike | 7           | 21 200 000                  | 629 d               | Retrográdní orbit |
| Iocaste   | 5           | 21 300 000                  | 631 d               | Retrográdní orbit |
| Harpalyke | 4           | 21 400 000                  | 631 d               | Retrográdní orbit |
| Thyone    | 4           | 21 400 000                  | 632 d               | Retrográdní orbit |
| Hermippe  | 4           | 21 400 000                  | 633 d               | Retrográdní orbit |
| Thelxinoe | 2           | 21 300 000                  | 632 d               | Retrográdní orbit |
| Orthosie  | 2           | 21 500 000                  | 635 d               | Retrográdní orbit |
| Euanthe   | 2           | 21 600 000                  | 637 d               | Retrográdní orbit |
| Helike    | 4           | 21 500 000                  | 637 d               | Retrográdní orbit |

##### Skupina Carme
| Jméno      | Průměr (km) | Vzdálenost od Jupiteru (km) | Orbita (doba oběhu) | Poznámky          |
| ---------- | ----------- | --------------------------- | ------------------- | ----------------- |
| Carme      | 46          | 23 400 000                  | 692 d               | Retrográdní orbit |
| Taygete    | 5           | 23 600 000                  | 697 d               | Retrográdní orbit |
| Eukelade   | 4           | 23 700 000                  | 699 d               | Retrográdní orbit |
| Pasithee   | 3           | 23 700 000                  | 699 d               | Retrográdní orbit |
| Kallichore | 3           | 23 800 000                  | 700 d               | Retrográdní orbit |
| Arche      | 3           | 23 800 000                  | 701 d               | Retrográdní orbit |
| Chaldene   | 4           | 23 900 000                  | 704 d               | Retrográdní orbit |
| Isonoe     | 4           | 24 000 000                  | 704 d               | Retrográdní orbit |
| Erinome    | 3           | 24 100 000                  | 705 d               | Retrográdní orbit |
| Aitne      | 3           | 24 200 000                  | 707 d               | Retrográdní orbit |

##### Skupina Pasiphae
| Jméno      | Průměr (km) | Vzdálenost od Jupiteru (km) | Orbita (doba oběhu) | Poznámky          |
| ---------- | ----------- | --------------------------- | ------------------- | ----------------- |
| Pasiphae   | 58          | 23 500 000                  | 735 d               | Retrográdní orbit |
| Sinope     | 35          | 24 000 000                  | 758 d               | Retrográdní orbit |
| Callirrhoe | 9           | 24 000 000                  | 758 d               | Retrográdní orbit |
| Megaclite  | 5           | 23 800 000                  | 758 d               | Retrográdní orbit |
| Autonoe    | 4           | 24 000 000                  | 758 d               | Retrográdní orbit |
| Aoede      | 4           | 24 100 000                  | 759 d               | Retrográdní orbit |
| Eurydome   | 3           | 24 200 000                  | 759 d               | Retrográdní orbit |
| Sponde     | 3           | 24 200 000                  | 760 d               | Retrográdní orbit |
| Kale       | 3           | 24 400 000                  | 761 d               | Retrográdní orbit |
| Cyllene    | 2           | 24 600 000                  | 764 d               | Retrográdní orbit |

### Saturn

#### Vnitřní měsíce
| Jméno      | Průměr (km) | Vzdálenost od Saturnu (km) | Orbita (doba oběhu) | Poznámky                           |
| ---------- | ----------- | -------------------------- | ------------------- | ---------------------------------- |
| Pan        | 28          | 134 000                    | 0,575 d             | Leží v prstenci A                  |
| Daphnis    | 8           | 137 000                    | 0,594 d             | V mezeře Keelerova prstence        |
| Atlas      | 31          | 138 000                    | 0,602 d             | Leží na vnějším okraji prstence A  |
| Prometheus | 86          | 139 000                    | 0,613 d             | Ovlivňuje vnitřní část prstence F  |
| Pandora    | 81          | 142 000                    | 0,629 d             | Ovlivňuje vnější část prstence F   |
| Epimetheus | 116         | 151 000                    | 0,694 d             | Sdílí oběžnou dráhu s Janem        |
| Janus      | 179         | 151 000                    | 0,694 d             | Sdílí oběžnou dráhu s Epimetheusem |

#### Hlavní měsíce
| Jméno     | Průměr (km) | Vzdálenost od Saturnu (km) | Orbita (doba oběhu) | Poznámky                                      |
| --------- | ----------- | -------------------------- | ------------------- | --------------------------------------------- |
| Mimas     | 396         | 185 000                    | 0,942 d             | Kráterovaný povrch, velký kráter Herschel     |
| Enceladus | 504         | 238 000                    | 1,37 d              | Aktivní gejzíry vody a ledu                   |
| Tethys    | 1 062       | 295 000                    | 1,89 d              | Jasný, ledový povrch                          |
| Dione     | 1 123       | 377 000                    | 2,74 d              | Jasný ledový povrch s krátery                 |
| Rhea      | 1 527       | 527 000                    | 4,52 d              | Druhý největší měsíc Saturnu                  |
| Titan     | 5 151       | 1 222 000                  | 15,95 d             | Největší měsíc, hustá atmosféra               |
| Hyperion  | 266 x 205   | 1 481 000                  | 21,28 d             | Nepravidelný tvar, chaotická rotace           |
| Iapetus   | 1 470       | 3 561 000                  | 79,33 d             | Dvoubarevný povrch (tmavá a světlá polokoule) |

#### Trojské měsíce
| Jméno      | Průměr (km) | Vzdálenost od Saturnu (km) | Orbita (doba oběhu) | Poznámky                  |
| ---------- | ----------- | -------------------------- | ------------------- | ------------------------- |
| Telesto    | 24          | 295 000                    | 1,89 d              | Trojský měsíc Tethys (L₄) |
| Calypso    | 21          | 295 000                    | 1,89 d              | Trojský měsíc Tethys (L₅) |
| Helene     | 36          | 377 000                    | 2,74 d              | Trojský měsíc Dione (L₄)  |
| Polydeuces | 3           | 377 000                    | 2,74 d              | Trojský měsíc Dione (L₅)  |

#### Nepravidelné měsíce

##### Skupina Inuit
| Jméno   | Průměr (km) | Vzdálenost od Saturnu (km) | Orbita (doba oběhu) | Poznámky        |
| ------- | ----------- | -------------------------- | ------------------- | --------------- |
| Kiviuq  | 16          | 11 100 000                 | 449 d               | Prográdní orbit |
| Ijiraq  | 12          | 11 000 000                 | 451 d               | Prográdní orbit |
| Paaliaq | 22          | 15 000 000                 | 689 d               | Prográdní orbit |
| Siarnak | 38          | 18 000 000                 | 896 d               | Prográdní orbit |

##### Skupina Galští měsíce
| Jméno    | Průměr (km) | Vzdálenost od Saturnu (km) | Orbita (doba oběhu) | Poznámky        |
| -------- | ----------- | -------------------------- | ------------------- | --------------- |
| Albiorix | 32          | 17 000 000                 | 784 d               | Prográdní orbit |
| Bebhionn | 6           | 17 000 000                 | 788 d               | Prográdní orbit |
| Erriapus | 10          | 17 000 000                 | 785 d               | Prográdní orbit |
| Tarvos   | 14          | 18 000 000                 | 905 d               | Prográdní orbit |

##### Skupina Norské měsíce
| Jméno      | Průměr (km) | Vzdálenost od Saturnu (km) | Orbita (doba oběhu) | Poznámky          |
| ---------- | ----------- | -------------------------- | ------------------- | ----------------- |
| Phoebe     | 214         | 13 000 000                 | 550 d               | Retrográdní orbit |
| Skathi     | 8           | 15 000 000                 | 728 d               | Retrográdní orbit |
| Narvi      | 7           | 19 000 000                 | 1 020 d             | Retrográdní orbit |
| Mundilfari | 7           | 19 000 000                 | 952 d               | Retrográdní orbit |
| Farbauti   | 5           | 20 000 000                 | 1 027 d             | Retrográdní orbit |
| Thrymr     | 5           | 20 000 000                 | 1 094 d             | Retrográdní orbit |
| Ymir       | 18          | 23 000 000                 | 1 010 d             | Retrográdní orbit |
| Fenrir     | 4           | 22 000 000                 | 1 169 d             | Retrográdní orbit |

### Uran
Uran má 27 potvrzených měsíců, pojmenovaných převážně po postavách z děl Williama Shakespeara a Alexandra Popea.
| Jméno     | Označení   | Poloměr (km) | Hmotnost (kg) | Vzdálenost od Uranu (km) | Oběžná doba (dny) | Objeveno | Poznámky                                   |
| --------- | ---------- | ------------ | ------------- | ------------------------ | ----------------- | -------- | ------------------------------------------ |
| Cordelia  | Uran VI    | 20           | 4,8×10¹⁶      | 49 752                   | 0,34              | 1986     | Nejbližší měsíc Uranu                      |
| Ophelia   | Uran VII   | 21           | 5,4×10¹⁶      | 53 764                   | 0,38              | 1986     |                                            |
| Bianca    | Uran VIII  | 27           | 9,2×10¹⁶      | 59 165                   | 0,43              | 1986     |                                            |
| Cressida  | Uran IX    | 41           | 3,4×10¹⁷      | 61 767                   | 0,46              | 1986     |                                            |
| Desdemona | Uran X     | 34           | 1,8×10¹⁷      | 62 658                   | 0,47              | 1986     |                                            |
| Juliet    | Uran XI    | 47           | 5,6×10¹⁷      | 64 358                   | 0,49              | 1986     |                                            |
| Portia    | Uran XII   | 67           | 1,7×10¹⁸      | 66 097                   | 0,51              | 1986     | Nejjasnější z vnitřních měsíců             |
| Rosalind  | Uran XIII  | 36           | 2,5×10¹⁷      | 69 926                   | 0,56              | 1986     |                                            |
| Cupid     | Uran XXVII | 9            | 3,8×10¹⁵      | 74 392                   | 0,62              | 2003     | Jeden z nejmenších měsíců                  |
| Belinda   | Uran XIV   | 45           | 3,5×10¹⁷      | 75 255                   | 0,62              | 1986     |                                            |
| Perdita   | Uran XXV   | 15           | 5×10¹⁶        | 76 417                   | 0,64              | 1999     |                                            |
| Puck      | Uran XV    | 81           | 2,9×10¹⁸      | 86 004                   | 0,76              | 1985     | Největší z nepravidelných vnitřních měsíců |
| Mab       | Uran XXVI  | 13           | 3,9×10¹⁶      | 97 736                   | 0,92              | 2003     |                                            |
| Miranda   | Uran V     | 235,8        | 6,6×10¹⁹      | 129 900                  | 1,41              | 1948     | Nejmenší z hlavních měsíců Uranu           |
| Ariel     | Uran I     | 578,9        | 1,3×10²¹      | 191 020                  | 2,52              | 1851     | Velmi jasný povrch                         |
| Umbriel   | Uran II    | 584,7        | 1,2×10²¹      | 266 000                  | 4,14              | 1851     | Nejtmavší z hlavních měsíců                |
| Titania   | Uran III   | 788,9        | 3,4×10²¹      | 436 300                  | 8,71              | 1787     | Největší měsíc Uranu                       |
| Oberon    | Uran IV    | 761,4        | 3,0×10²¹      | 583 500                  | 13,46             | 1787     |                                            |
| Caliban   | Uran XVI   | 36           | 2×10¹⁷        | 7 231 000                | −580              | 1997     | Retrográdní oběžná dráha                   |
| Sycorax   | Uran XVII  | 65           | 1×10¹⁸        | 12 179 000               | −1289             | 1997     | Retrográdní oběžná dráha                   |
| Prospero  | Uran XVIII | 25           | 8×10¹⁶        | 16 256 000               | −1977             | 1999     | Retrográdní oběžná dráha                   |
| Setebos   | Uran XIX   | 30           | 8×10¹⁶        | 17 418 000               | −2234             | 1999     | Retrográdní oběžná dráha                   |
| Stephano  | Uran XX    | 16           | 3×10¹⁶        | 17 657 000               | −677              | 1999     | Retrográdní oběžná dráha                   |
| Trinculo  | Uran XXI   | 9            | 2×10¹⁵        | 18 343 000               | −759              | 2001     | Retrográdní oběžná dráha                   |
| Francisco | Uran XXII  | 11           | 1×10¹⁶        | 18 437 000               | 266               | 2001     |                                            |
| Margaret  | Uran XXIII | 10           | 5×10¹⁵        | 14 345 000               | 4,42              | 2003     | Jediný prográdní nepravidelný měsíc Uranu  |
| Ferdinand | Uran XXIV  | 20           | 4×10¹⁶        | 20 901 000               | −2887             | 2001     | Nejvzdálenější měsíc Uranu                 |

Poznámky:
- Prográdní oběžné dráhy (jako Margaret) odpovídají směru rotace Uranu.
- Retrográdní oběžné dráhy (většina nepravidelných měsíců) obíhají v opačném směru.

### Neptun
Neptun má 14 potvrzených měsíců, pojmenovaných podle postav z řecké a římské mytologie spojených s bohem moří.
| Jméno     | Označení    | Poloměr (km) | Hmotnost (kg) | Vzdálenost od Neptunu (km) | Oběžná doba (dny) | Objeveno | Poznámky                                         |
| --------- | ----------- | ------------ | ------------- | -------------------------- | ----------------- | -------- | ------------------------------------------------ |
| Naiad     | Neptun III  | 33           | 1,9×10¹⁶      | 48 227                     | 0,29              | 1989     | Nejvnitřnější měsíc Neptunu                      |
| Thalassa  | Neptun IV   | 41           | 3,5×10¹⁶      | 50 074                     | 0,31              | 1989     |                                                  |
| Despina   | Neptun V    | 75           | 2,1×10¹⁷      | 52 526                     | 0,33              | 1989     |                                                  |
| Galatea   | Neptun VI   | 88           | 2,1×10¹⁷      | 61 953                     | 0,43              | 1989     |                                                  |
| Larissa   | Neptun VII  | 97           | 4,9×10¹⁷      | 73 548                     | 0,55              | 1981     |                                                  |
| Hippocamp | Neptun XIV  | 17           | 3,5×10¹⁵      | 105 283                    | 0,94              | 2013     | Nejmenší měsíc Neptunu                           |
| Proteus   | Neptun VIII | 210          | 4,4×10¹⁸      | 117 647                    | 1,12              | 1989     | Největší vnitřní měsíc                           |
| Triton    | Neptun I    | 1 353        | 2,14×10²²     | 354 759                    | −5,88             | 1846     | Největší měsíc Neptunu; retrográdní oběžná dráha |
| Nereid    | Neptun II   | 170          | 3,1×10¹⁸      | 5 513 400                  | 360,14            | 1949     | Vysoce excentrická oběžná dráha                  |
| Halimede  | Neptun IX   | 31           | 1,4×10¹⁶      | 16 610 000                 | −1 879            | 2002     | Retrográdní oběžná dráha                         |
| Sao       | Neptun XI   | 22           | 7,5×10¹⁵      | 22 422 000                 | 2 914             | 2002     | Prográdní oběžná dráha                           |
| Laomedeia | Neptun XII  | 42           | 1,5×10¹⁶      | 23 571 000                 | 3 096             | 2002     | Prográdní oběžná dráha                           |
| Psamathe  | Neptun X    | 21           | 7,4×10¹⁵      | 46 695 000                 | −9 345            | 2003     | Retrográdní oběžná dráha                         |
| Neso      | Neptun XIII | 30           | 1,9×10¹⁶      | 48 387 000                 | 25 707            | 2002     | Nejvzdálenější měsíc Neptunu                     |

Poznámky:
- Retrográdní oběžné dráhy (jako Triton) jsou opačné směru rotace Neptunu.
- Prográdní oběžné dráhy (jako Sao) sledují směr rotace Neptunu.
- Hippocamp je nejmenším měsícem, objeveným teprve v roce 2013.
- Triton je jediný velký měsíc ve Sluneční soustavě s retrográdní oběžnou dráhou, pravděpodobně zachycený objekt z Kuiperova pásu.

## Měsíce trpasličích planet a dalších objektů Kuiperova pásu

### Pluto
Pluto má 5 potvrzených měsíců. Všechny jsou pojmenovány podle postav z řecké mytologie spojených s podsvětím.
| Jméno    | Označení  | Poloměr (km) | Hmotnost (kg) | Vzdálenost od Pluta (km) | Oběžná doba (dny) | Objeveno | Poznámky                                            |
| -------- | --------- | ------------ | ------------- | ------------------------ | ----------------- | -------- | --------------------------------------------------- |
| Charon   | Pluto I   | 606          | 1,586×10²¹    | 19 591                   | 6,39              | 1978     | Největší měsíc Pluta, tvoří s Plutem binární systém |
| Styx     | Pluto V   | 8            | 7,5×10¹⁵      | 42 656                   | 20,2              | 2012     | Nejmenší měsíc Pluta                                |
| Nix      | Pluto II  | 23           | 4,5×10¹⁶      | 48 694                   | 24,9              | 2005     | Elipsoidní tvar                                     |
| Kerberos | Pluto IV  | 14           | 1,6×10¹⁶      | 57 783                   | 32,1              | 2011     | Pravděpodobně tvořený ledem                         |
| Hydra    | Pluto III | 31           | 7,9×10¹⁶      | 64 738                   | 38,2              | 2005     | Nejvzdálenější známý měsíc Pluta                    |

Poznámky:
- Charon je natolik velký vzhledem k Plutu, že tvoří binární systém; jejich barycentrum leží mimo povrch Pluta.
- Styx, Nix, Kerberos a Hydra obíhají v téměř kruhových drahách kolem společného barycentra Pluta a Charona.

### Haumea
- Haumea
- Hiʻiaka – průměr: 310 km, vzdálenost: 49 880 km, rok objevu: 2005
- Namaka – průměr: 170 km, vzdálenost: 25 657 km, rok objevu: 2005

### Makemake
- Makemake
- MK2 – průměr: ~175 km, vzdálenost: ~21 000 km, rok objevu: 2016

### Eris
- Eris
- Dysnomia – průměr: ~700 km, vzdálenost: ~37 370 km, rok objevu: 2005

### Quaoar
- Quaoar
- Weywot – průměr: ~74 km, vzdálenost: ~14 500 km, rok objevu: 2006

### Gonggong
- (225088) Gonggong
- Xiangliu – průměr: ~100 km, vzdálenost: ~15 000 km, rok objevu: 2010

### Orcus
- Orcus
- Vanth – průměr: ~442 km, vzdálenost: ~9 000 km, rok objevu: 2005

### Manwë
- (385446) Manwë
- Thorondor – průměr: ~70 km, vzdálenost: ~2 500 km, rok objevu: 2006

### 2002 UX25
- (55637) 2002 UX25
- S/2007 (55637) 1 – průměr: ~210 km, vzdálenost: ~4 600 km, rok objevu: 2007

### 1998 WW31
- (26308) 1998 WW31
- S/2000 (1998 WW31) 1 – průměr: ~100 km, vzdálenost: ~22 000 km, rok objevu: 2000

### Varda
- (174567) Varda
- Ilmarë – průměr: ~326 km, vzdálenost: ~64 000 km, rok objevu: 2009